# 1912 au Nouveau-Brunswick
Chronologie du Nouveau-Brunswick
- 1908
- 1909
- 1910
- 1911
- 1912
- 1913
- 1914
- 1915
- 1916

Cette page concerne des événements d'actualité qui se sont produits durant l'année 1912 dans la province canadienne du Nouveau-Brunswick.

## Événements
- 6 mars : Josiah Wood succède à Lemuel John Tweedie comme lieutenant-gouverneur du Nouveau-Brunswick.
- 18 mars : John Waterhouse Daniel est nommé au Sénat.
- 10 juin : 33e élection générale néo-brunswickoise.

## Naissances
- 5 janvier : Fred Somers, député
- 28 décembre : 
  - Eddie Wiseman, joueur de hockey
  - Hervé Michaud, député

## Décès
- 16 juin : Frederick Harding Hale, député.
- 30 octobre : Arthur Hamilton-Gordon, lieutenant-gouverneur du Nouveau-Brunswick.